# Bill Kraus
Bill Kraus, nacido el 26 de junio de 1947 y fallecido el 25 de enero de 1986, fue un activista gay estadounidense a favor de los derechos de los homosexuales y contra el sida y asesor del Congreso, que sirvió de enlace entre la comunidad homosexual de San Francisco y el Congreso en la década de 1980.
Kraus se graduó del Colegio San Javier en Cincinnati (Ohio) en 1965. Estudió historia en la Universidad Estatal de Ohio en 1968, donde se convirtió en ayudante de Phillip Burton y Sala Burton.
Una vez llegó a la Calle Castro en San Francisco, se enteró de la naturaleza meticulosa del pensamiento político de Harvey Milk, quien fuera elegido como el primer supervisor (concejal) declaradamente homosexual de la ciudad. Bill Kraus sería el Presidente del "Club Democrático Harvey Milk". Tras el asesinato de Milk, Kraus quiso ayudar a Harry Britt a ser elegido como sucesor de Milk en el cargo de supervisor (concejal) del Ayuntamiento de San Francisco.
Obtuvo un trabajo como coordinador gay del Congresista Phillip Burton. Juntos trabajaron en leyes y combatieron el llamado "cáncer gay", más tarde conocido como "SIDA". A través del "Club Democrático Harvey Milk", Kraus emprendió una campaña abogando por el "sexo-seguro", tratando de concienciar a la comunidad gay acerca de los peligros derivados de las relaciones sexuales inseguras o "prácticas de riesgo". Parte de su campaña demandaba el cierre de las saunas homosexuales de San Francisco. Kraus fue golpeado con las críticas desde la propia comunidad homosexual, tildándolo de "Nazi del sexo".”
Después de una amarga lucha por los derechos de los homosexuales, Bill Kraus fue diagnosticado de sida el 1 de octubre de 1984. Kraus murió a causa de ésta enfermedad en enero de 1986
Bill Kraus (o Krause) en 1984 también apareció en el documental The Times of Harvey Milk, en el que se recordaba todo aquello que rodeó la vida y asesinato del concejal Harvey Milk. También fue uno de los personajes principales del libro escrito por Randy Shilts: And the Band Played On. En 1993, el libro fue adaptado para una película de la HBO, con Sir Ian McKellen interpretando a Kraus, aunque la edad del actor no se correspondía ni de lejos a la del propio Kraus, que en España fue titulada como "En el filo de la duda".